# Hvožďany (Boêmia Central)
Hvožďany é uma comuna checa localizada na região da Boêmia Central, distrito de Příbram.